# Money.ro
Money.ro este un cotidian online de business din România, deținut de compania media Realitatea-Cațavencu.
Money.ro sindicalizează conținutul editorial furnizat în exclusivitate pe Internet de cotidianul Business Standard, televiziunea The Money Channel, săptămânalul Money Express (care sunt deținute de aceeași companie media - Realitatea Cațavencu), și conținut exclusiv online realizat de echipa proprie.